# Kelurahan Bojongmenteng
Kelurahan Bojongmenteng är en administrativ by i Indonesien.   Den ligger i provinsen Jawa Barat, i den västra delen av landet, 18 km sydost om huvudstaden Jakarta.